# Welliton
Welliton Soares de Morais (Brazilië, 22 oktober 1986), beter bekend als Welliton, is een Braziliaanse voetballer die als spits speelt. Hij tekende in september 2017 een contract tot medio 2018 bij Sharjah SC, dat circa €1.500.000,- voor hem betaalde aan Kayserispor.

## Clubcarrière
Welliton begon zijn carrière op jeugdige leeftijd. Al snel werd hij gescout door Goiás EC, een betaald voetbalvereniging uit de buurt. Hier maakte hij in 2006 zijn debuut en viel meteen op. Welliton speelde twee seizoenen voor Goiás EC, waarin hij in 41 wedstrijden zestien doelpunten maakte.
In juli 2007 maakte Welliton de overstap naar Spartak Moskou, waar hij in het seizoen 2009 uitgroeide tot topscorer (21 treffers) in de Premjer-Liga. Hij speelde circa zes jaar in de Russische hoofdstad, alvorens in februari 2013 verhuurd te worden aan het Braziliaanse Grêmio. In september 2013 werd Welliton uitgeleend aan São Paulo. Eind januari 2014 volgde een huurcontract bij het Spaanse Celta de Vigo. Hij maakte in augustus 2014 de overstap naar Mersin İY. 
In juli 2016 nam Kayserispor Welliton over en bood hem een contract tot medio 2018 aan. Na één seizoen verliet hij de club om in Arabië te gaan voetballen. Hij tekende in september 2017 een contract tot medio 2018 bij Sharjah SC, dat circa €1.500.000,- voor hem betaalde aan Kayserispor.